# 崧台李公祠
崧台李公祠，位于中国广东省阳江市阳春市岗美镇隆冈村，为阳春市文物保护单位，类型为古建筑，公布时间为1984年。
崧台李公祠的历史年代为清代。